# Suné Luus
Suné Elbie Luus (* 5. Januar 1996 in Pretoria, Südafrika) ist eine südafrikanische Cricketspielerin die seit 2012 für die südafrikanische Nationalmannschaft spielt.

## Kindheit und Ausbildung
Luus wurde durch ihren Vater von Klein auf im Cricketspiel gefördert. Sie studierte Sportwissenschaft an der Universität Pretoria.

## Sportliche Karriere

### Anfänge in der Nationalmannschaft
Luus gab ihr Debüt in der Nationalmannschaft auf der Tour in Bangladesch im September 2012 als 16-jährige, wo sie ihr erstes WODI und WTwenty20 bestritt. Das erste Mal Aufmerksamkeit erregte sie bei der Tour in Irland im September 2014, als sie im zweiten WTwenyt20 4 Wickets für 21 Runs erzielte. Im März 2015 reiste sie mit dem Team in die Vereinigten Arabischen Emirate um eine Tour gegen Pakistan zu bestreiten. in den WODI erzielte sie im ersten Spiel 4 Wickets für 38 Runs und im zweiten 5 Wickets für 20 Runs. Für letzteres wurde sie als Spielerin des Spiels ausgezeichnet. In der WTwenty20-Serie fügte sie noch einmal 3 Wickets für 14 Runs hinzu. Beim ICC Women’s World Twenty20 2016 im März 2016 in Indien konnte sie gegen Irland 5 Wickets für 8 Runs erreichen und wurde als Spielerin des Spiels ausgezeichnet. Abermals gegen Irland auf der Tour dorthin im August 2016 konnte sie beim ersten WODI nicht nur 6 Wickets für 36 Runs erreichen, sondern auch ihr erstes Half-Century über 52 Runs. Im dritten WODI gelangen ihr dann noch einmal 5 Wickets für 32 Runs.
Es folgte im November 2016 eine WODI-Serie in Australien. Im ersten Spiel konnte sie ein Half-Century über 52 Runs und 3 Wickets für 52 Runs erzielen, bevor sie im zweiten Spiel ein weiteres Fifty über 60* Runs erreichte. Zweit weitere gute Bowling Leistungen kamen am Ende er Serie hinzu, als sie 4 Wickets für 37 Runs im vierten und 3 Wickets für 52 Runs im fünften Spiel hinzufügte. Trotz dieser Leistungen konnte ihr Team keines der Spiele gewinnen. Das Jahr 2017 war geprägt durch die Weltmeisterschaft. Bei der Qualifikation in Sri Lanka konnte sie gegen den Gastgeber ein Fifty über 50* Runs erreichen und sicherte so die Qualifikation für das Endturnier. In der Vorbereitung dafür konnte sie bei einem heimischen Vier-Nationen-Turnier gegen Irland 83 Runs und gegen Indien 55 Runs erzielen. Im Juli beim Women’s Cricket World Cup 2017 war ihre beste Leistung 5 Wickets für 65 Runs gegen Australien.

### Erste Einsätze als Kapitänin
Im Mai 2018 auf der Tour gegen Bangladesch erzielte sie ein Fifty über 70 Runs. Bei einem Drei-Nationen-Turnier im WTwenty20 in England gelangen ihr gegen den Gastgeber 63* Runs. Im September folgte ein weiteres Half-Century über 58 Runs in den West Indies. Mit den Brisbane Heat konnte sie die australische Women’s Big Bash League 2018/19 gewinnen. Eine überzeugende Bowling-Leistung zeigte sie auf der Tour gegen Sri Lanka im Februar 2019, als ihr 5 Wickets für 14 Runs gelangen. Gegen Pakistan im Mai kam ein Fifty über 80 Runs hinzu und in Indien im Oktober im WTwenty20 ein Weiteres über 62 Runs. In Neuseeland zu Beginn des Jahres 2020 konnte sie mit 6 Wickets für 45 Runs überzeugen. Es folgte der ICC Women’s T20 World Cup 2020 in Australien, wobei ihre beste Leistung gegen Thailand erfolgte, als sie 61* Runs am Schlag und 3 Wickets für 15 Runs als Bowlerin erreichte. Nachdem sich die Kapitänin Dané van Niekerk verletzt hatte, übernahm Luus ersatzweise die Kapitänsrolle auf den Touren gegen Pakistan und in Indien zu Beginn des Jahres 2021.
In der Folge tat sie sich zunächst schwer, konnte aber zu Beginn des Jahres 2022 wieder am Schlag herausstechen, als sie in den WODIs gegen die West Indies ein Half-Century über 56 Runs erzielte. Daraufhin führte sie das Team zum Women’s Cricket World Cup 2022. Dort erzielte sie zunächst gegen Pakistan ein Fifty über 62 Runs. Auch gegen Neuseeland (51 Runs) und Australien (52 Runs) gelangen ihr in der Folge Fifties, und sie erreichte mit dem Team das Halbfinale. Dort unterlagen sie gegen England. Bei der Tour in Irland im Juni 2022 erzielte sie zunächst 3 Wickets für 16 Runs im ersten WODI, bevor ihr ein Half-Century über 93 Runs im dritten Spiel gelang. Bei den Commonwealth Games 2022 erzielte sie als beste Leistung gegen Neuseeland 32 Runs, schied jedoch mit dem Team in der Vorrunde aus. Sie führte dann Südafrika beim heimischen ICC Women’s T20 World Cup 2023. Dabei konnte sie unter anderem 28 Runs in der Borrunde gegen Sri Lanka erreichen und es glang ihr das team bis ins Finale zu führen, wo sie gegen Australien verloren.